# Johann Christian Ruberg
Johann Christian Ruberg (getauft am 4. September 1746 in Lüttgenrode; † 5. September 1807 in  Lawek) war ein deutscher Hüttenmeister und Erfinder im Fachbereich Metallurgie.
Johann Christian Ruberg war der Sohn eines Müllers und verbrachte seine Kindheit in Ilsenburg. Er sollte Theologie studieren, und Graf Christian Ernst zu Stolberg-Wernigerode spendete ein Stipendium dazu, aber der junge Ruberg zeigte mehr Interesse für Naturwissenschaften. Er beschäftigte sich mit der Probier- und Scheidekunst.
Der fürstlich anhalt-plessische Hütteninspektor Kiß gab ihm einen Posten als Steiger in der schlesischen Steinkohlengrube Emanuelssegen bei Pleß.
Gleichzeitig ist es ihm gelungen, 1786 in der Glashütte zu Wessolla (heute Stadtteil von Myslowitz) durch Laborversuche deren Glasmasse erheblich zu verbessern.
Johann Christian Ruberg hat um 1798 ein besonderes Destillationsverfahren in Muffelöfen erfunden und so die oberschlesische Zinkindustrie begründet.
Er ist auf dem evangelischen Friedhof in Lendzin bestattet. Seinen Namen trägt seit 2000 die Volksschule Nr. 3 in dieser Stadt.